# 기호계산
기호 계산(Symbolic computation, Computer algebra)은 수학이나 과학 분야에서 기호(symbol)들로 구성된 대상에 대해 컴퓨터로 계산을 대신하는 처리를 말한다.
수학의 경우, 자동 대수 계산, 자동 미적분, 자동 증명 등이 여기에 해당한다.
기호 계산을 수행하는 응용 프로그램을 컴퓨터 대수학 시스템이라 부른다.